# Christoph Kleßmann
Christoph Kleßmann (ur. 13 listopada 1938 w Jöllenbeck koło Bielefeldu) – niemiecki historyk zajmujący się stosunkami polsko-niemieckimi, członek zagraniczny Polskiej Akademii Nauk.
Studiował historię, filologię klasyczną i politologię na Uniwersytecie Jerzego Augusta w Getyndze, Uniwersytecie Ludwika i Maksymiliana w Monachium oraz Uniwersytecie Eberharda i Karola w Tybindze. W latach 1967–1970 współpracował z Kolegium Wschodnim w Kolonii.
W roku 1969 zakończył studia na Uniwersytecie Ruhry w Bochum pracą Die Selbstbehauptung einer Nation. Nationalsozialistische Kulturpolitik und polnische Widerstandsbewegung im Generalgouvernement 1939–1945 („Walka narodu o samostanowienie. Polityka narodowosocjalistyczna i polski ruch oporu w Generalnym Gubernatorstwie 1939–1945”). W roku 1976 uzyskał habilitację na podstawie pracy o polskich górnikach w Zagłębiu Ruhry w latach 1870–1945.
Od 1976 do 1992 był profesorem historii na Uniwersytecie w Bielefeldzie. Od roku 1993 do przejścia na emeryturę w roku 2004 wykładał historię na Uniwersytecie w Poczdamie. W latach 1996–2004 był dyrektorem Centrum Badań Historycznych (Zentrum für Zeithistorische Forschung) w Poczdamie.
W grudniu 2009 został odznaczony za kierowanie instytutem oraz za przyjazne kontakty z Polską Krzyżem Zasługi na Wstędze Orderu Zasługi Republiki Federalnej Niemiec. W roku 2010 został mianowany członkiem zagranicznym Polskiej Akademii Nauk.
Dorobek naukowy profesora Kleßmanna obejmuje historię stosunków polsko-niemieckich w XX wieku, szczególnie okres okupacji hitlerowskiej, RFN i NRD.

## Dzieła
- Zwei Staaten, eine Nation. Deutsche Geschichte 1955–1970. (Dwa państwa, jeden naród. Historia Niemiec 1955–1970), Vandenhoeck & Ruprecht, Göttingen 1988, ISBN 3-525-36219-6 (2., überarbeitete und erweiterte Auflage. (= Bundeszentrale für Politische Bildung. Schriftenreihe 343). Bundeszentrale für Politische Bildung, Bonn 1997, ISBN 3-89331-273-0).
- Die doppelte Staatsgründung. Deutsche Geschichte 1945–1955 (Podwójne utworzenie państwowości. Historia Niemiec 1945–1955) (= Bundeszentrale für Politische Bildung. Schriftenreihe 193). Vandenhoeck & Ruprecht u. a., Göttingen u. a. 1982, ISBN 3-525-36180-7 (5., überarbeitete und erweiterte Auflage. ebenda 1991, ISBN 3-525-36228-5).
- Polnische Bergarbeiter im Ruhrgebiet. 1870–1945. Soziale Integration und nationale Subkultur einer Minderheit in der deutschen Industriegesellschaft (Polscy górnicy w Zagłębiu Ruhry 1870-1945. Integracja społeczna i subkultura narodowa mniejszości w niemieckim społeczeństwie przemysłowym) (= Kritische Studien zur Geschichtswissenschaft. Bd. 30). Vandenhoeck und Ruprecht, Göttingen 1978, ISBN 3-525-35982-9 (Zugleich: Bochum, Univ., Habil.-Schr., 1976).
- Die Selbstbehauptung einer Nation. Nationalsozialistische Kulturpolitik und polnische Widerstandsbewegung im Generalgouvernement 1939–1945 (Walka narodu o samostanowienie. Polityka narodowosocjalistyczna i polski ruch oporu w Generalnym Gubernatorstwie 1939–1945”) (= Studien zur modernen Geschichte. Bd. 5). Bertelsmann-Universitätsverlag, Düsseldorf 1971, ISBN 3-571-09193-0 (Zugleich: Bochum, Univ., Diss. 1969).
- Arbeiter im „Arbeiterstaat“ DDR. Deutsche Traditionen, sowjetisches Modell und westliches Magnetfeld (1945–1971). Dietz, Bonn 2007.